# フリッツ・ラレマント
フリッツ・ラレマント（Fritz L'Allemand、1812年5月24日 - 1866年9月20日）は、オーストラリアの画家である。戦場のシーンなど歴史画を描いた。

## 略歴
ドイツ中央西部の都市、ハーナウで生まれた。祖父のコンラート・クリスティアン・ラレマント(Conrad Christian L'Allemand: 1752–1830)は彫金の仕事で知られ、父親のジグムント・ヴィルヘルム・クリストフ・ラレマント(Siegmund Wilhelm Christoph L'Allemand: 1774–1856)も美術家であった。兄にフランクフルト・アム・マインなどで彫金家となったコンラート・ラレマント(Conrad L'Allemand: 1809-1880)とウィーンで版画家になったタデーウス・ラレマント(Thaddäus L'Allemand: 1810-1872)がいる。
1826年に家族とウィーンに移り、そこで学校に通った。1827年からウィーン美術アカデミーでヨーゼフ・クリーバー(Josef Klieber)やヨーゼフ・フォン・フューリッヒに学んだ。歴史画家のヨハン・ペーター・クラフトからも影響をうけた。1835年から画家として知られるようになり、1838年までフリードリヒ・シリヒャー(Friedrich Schilcher：1811–1881)のスタジオで働いた。
はじめ肖像画や風俗画を描いていたが、戦争画を描くようになり、1809年オーストリア戦役や1848年の北イタリアでの戦役、1864年の第二次シュレースヴィヒ＝ホルシュタイン戦争などの戦場の場面を描いた。これらの戦争画はオーストリア皇帝のフランツ・ヨーゼフ1世に好まれ、皇帝から支援を受けた。
1848年からウィーン美術アカデミーの理事会のメンバーを務め、1861年からウィーンの芸術家団体クンストラーハウス（Künstlerhaus）の会員であった。
1866年にウィーンで亡くなった。
1849年にウィーンで結婚し、2人の息子が生まれたが、どちらも若くして亡くなった。兄のタデーウス・ラレマントの息子、ジークムント・ラレマントはフリッツ・ラレマントから美術を学び、肖像画や歴史画を描く画家となった。

## 作品

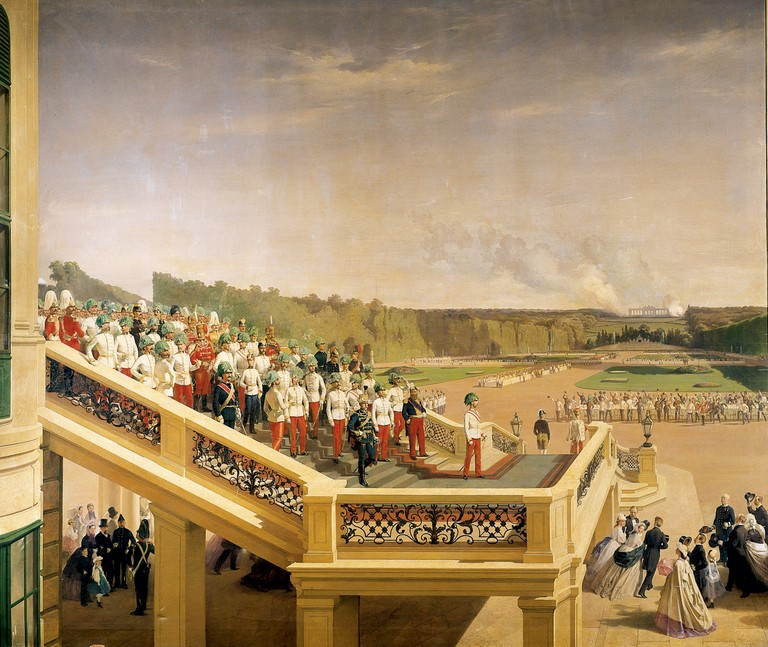
マリア・テレジア即位100周年祝賀行事のフランツ・ヨーゼフ1世(1857) シェーンブルン宮殿
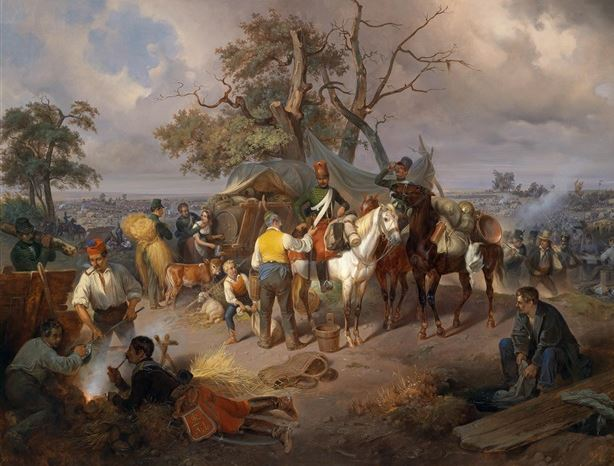
オーストリア軍の野営地 (1848)
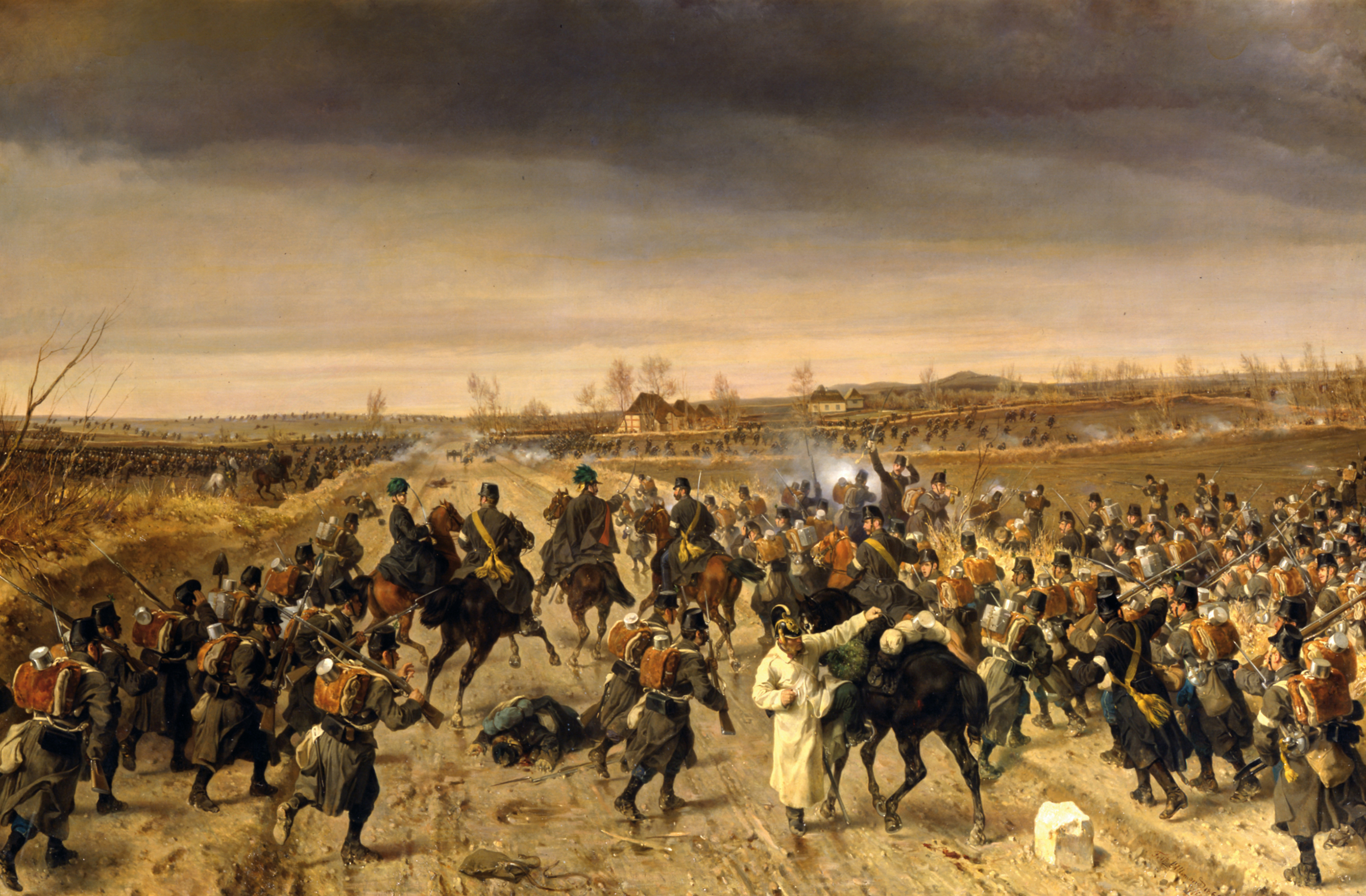
第二次シュレースヴィヒ＝ホルシュタイン戦争のKönigshügelの戦い(1866) オーストリア・ギャラリー
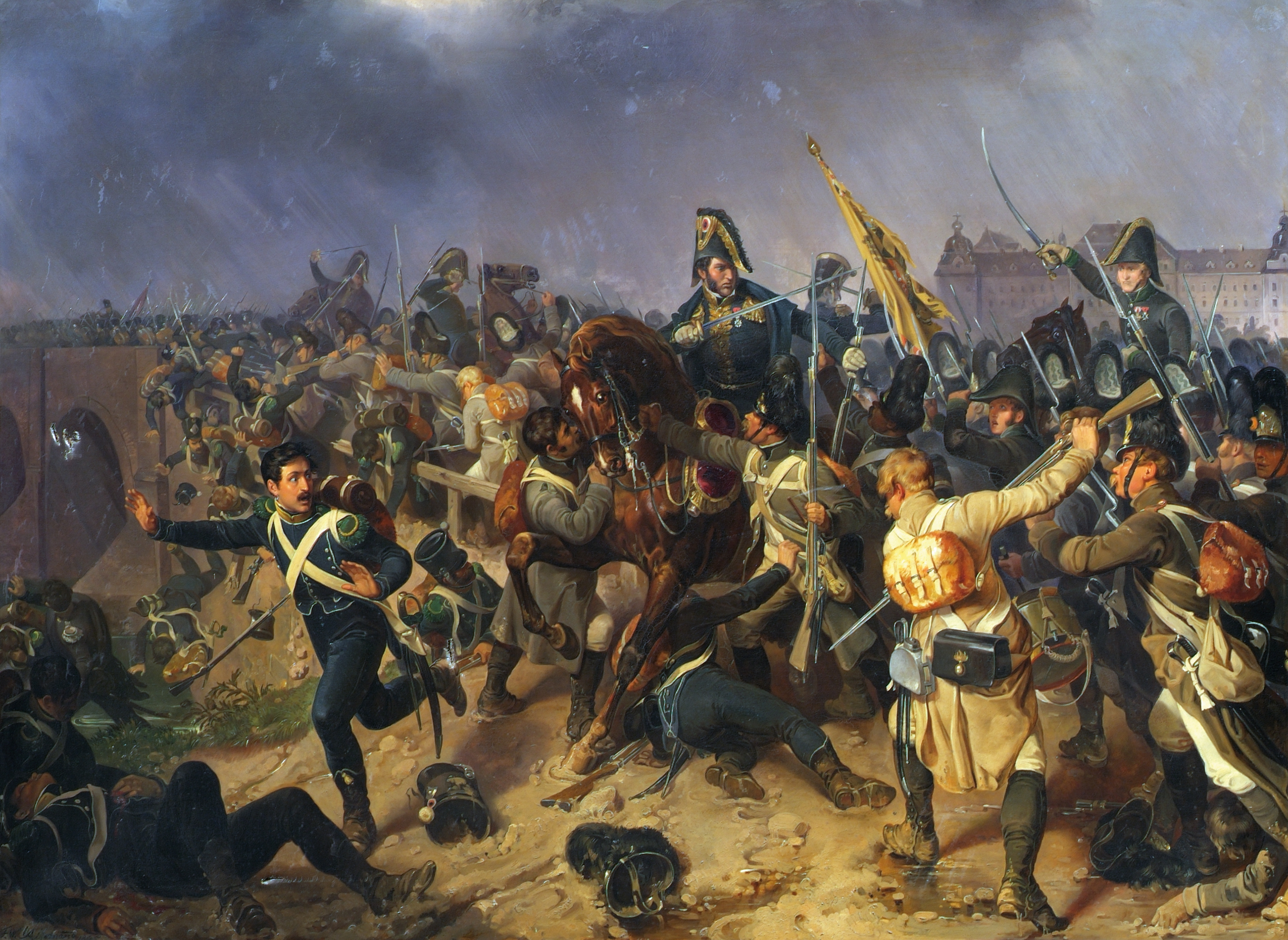
1809年オーストリア戦役の場面
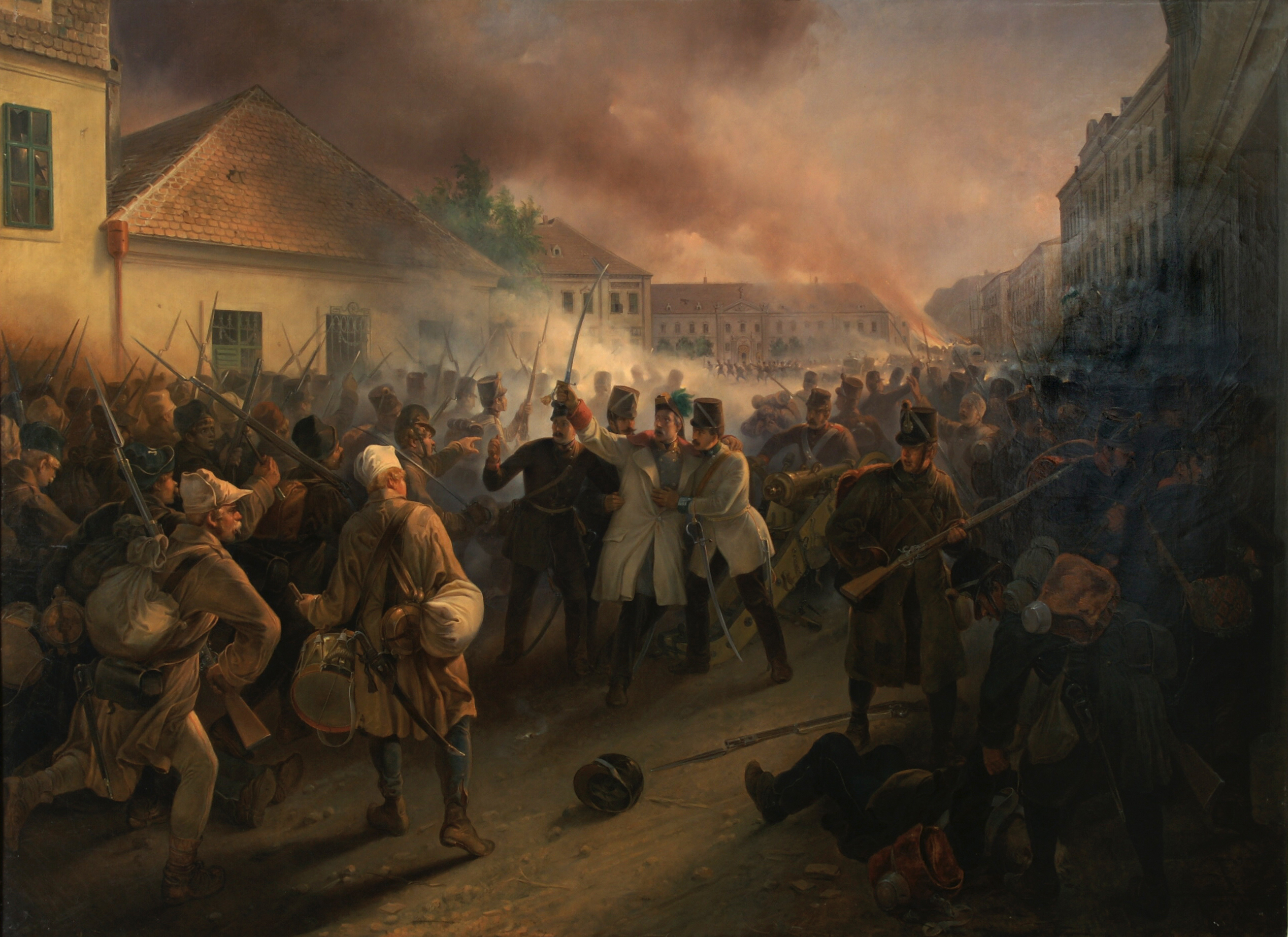
Heinrich Hentzi将軍の英雄的な死 (1850) オーストリア・ギャラリー
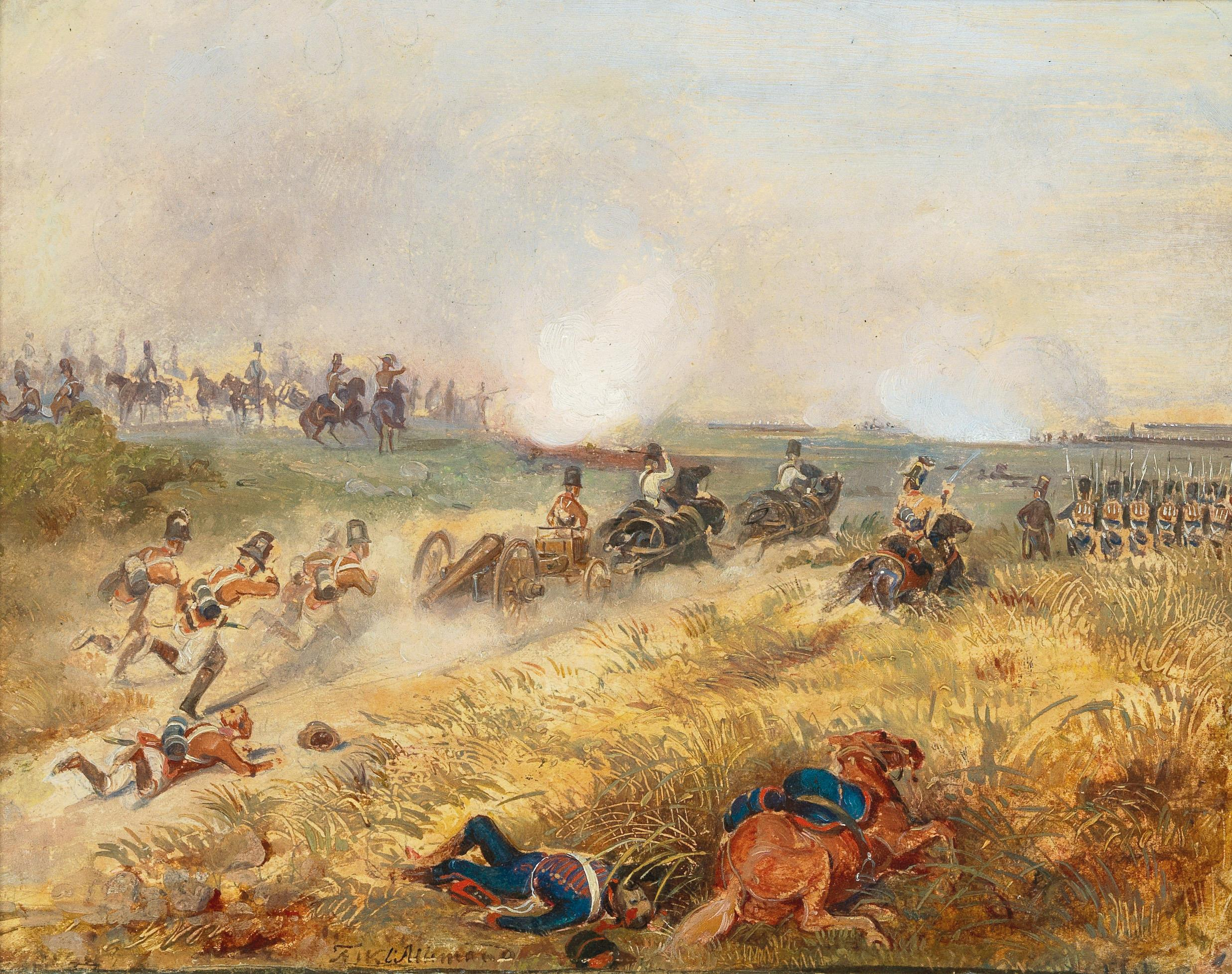
戦争画